# 韦恩州立大学
韦恩州立大学（英語：Wayne State University）是一所美国公立大学，位于密歇根州底特律。2019年《美國新聞與世界報道》將其列在全國第205位，全国公立大学第112位。校名为纪念美国独立战争的大陆军指挥官安东尼·韦恩。该校是密歇根州四所研究型大学之一。

## 校園

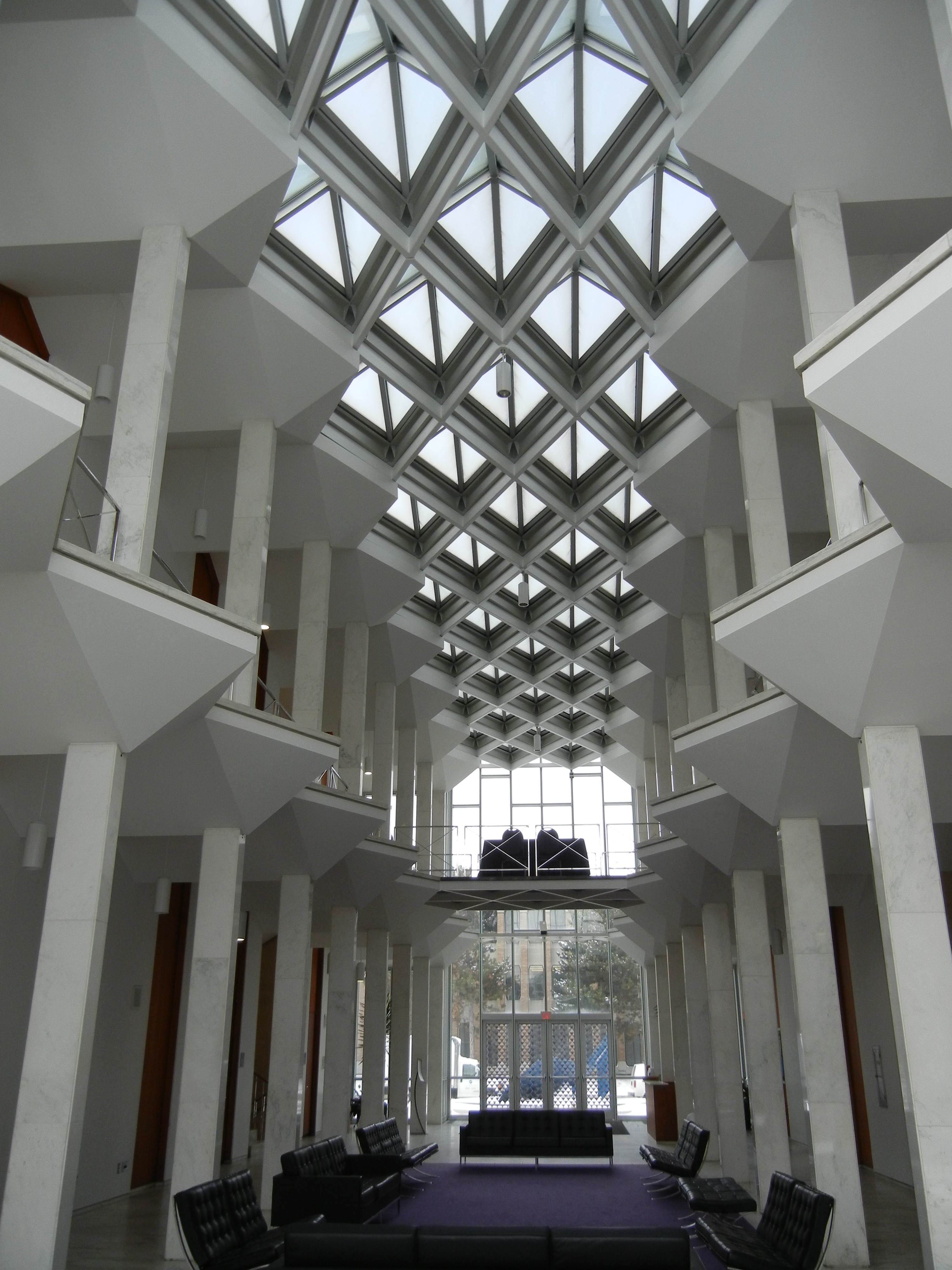
McGregor Memorial Conference Center

維恩州立大學主校區位於底特律，共有100多棟建築，佔地面積203英畝（0.82平方）。
維恩州立大學圖書館系統下有五座圖書館，總藏書量達到400萬，是美國第75大圖書館系統。
在底特律大都會區內及周邊，韋恩州立大學還有幾個教學點或合作機構：
- 克林頓鎮（英语：Clinton Township, Macomb County, Michigan）的麥克姆教育中心（Macomb Educational Center）
- 克林頓鎮內麥克姆社區學院的大學中心（University Center）
- 沃倫的高科技教育中心（Advanced Technology Education Center）
- 利沃尼亞的Schoolcraft College